# 216910 Vnukov
216910 Vnukov è un asteroide della fascia principale. Scoperto nel 2009, presenta un'orbita caratterizzata da un semiasse maggiore pari a 2,5361449 UA e da un'eccentricità di 0,2113181, inclinata di 12,96648° rispetto all'eclittica.